# Storch & Schöneberg
Der Eisenerzgrube Storch & Schöneberg war eine Verbundgrube in Gosenbach, einem Stadtteil von Siegen im Siegerland. Sie bestand ab 1859 aus den Gruben Storch und Schöneberg und war mit insgesamt 17 Mio. Tonnen Eisenerz (inklusive Nebenbetrieben) die Grube mit der höchsten Förderung im Siegerländer Erzrevier.

## Gangmittel
Auf folgenden Gangmitteln hat die Grube gebaut (angegeben sind Länge und Mächtigkeit der Mittel):
- Storch: 222 m lang; 6 m mächtig (5. Sohle)
- Schöneberg: 230 m lang; 5 m mächtig (5. Sohle)
- Schlitzer: 35 m lang; 5 m mächtig (5. Sohle)
- Erzkammer: 70 m lang; 1,5 m mächtig (5. Sohle)
- Eule: 60 m lang; 2 m mächtig (5. Sohle)
- Grüner Löwe: 120 m lang; 1–4 m mächtig (2. Sohle)
- Johannesberg: 60 m lang; 0,5–1,5 m mächtig (2. Sohle)

Ausgefüllt waren die Mittel größtenteils mit Spateisenstein, teils auch mit Brauneisenstein und Eisenglanz sowie geringen Mengen an Kupferkies.

## Geschichte

Die Grube um 1900

Postkarte der Grube um etwa 1910

### Storch
Die Eisenerzkammer wurde bereits 1585 angehauen. Erst mit dem Anlegen des Heinrichstollens im Herbst 1849 wurde der professionelle Abbau des Erzes begonnen. Im Jahr 1854 folgte der Georgstollen. 1585 wurden 5,1 t Kupfererz gefördert.
Eisenerzförderung:
- 1853: 18.400 t
- 1854: 29.133 t
- 1855: 20.695 t
- 1857: 18.500 t
- 1858: 11.500 t

### Schöneberg
Die Grube Schöneberg bestand seit 1585. 1758 förderte die Grube über 167 Zentner (8,35 t) Kupfererz. Der Schöneberger Stollen wurde am 6. Juli 1841 angehauen und der Tiefe Schöneberger Stollen im gleichen Jahr.
1585 wurden 5,1 t und 1758 8,6 t Kupfererz gefördert. In den 1850ern wurde die Eisenerzförderung stetig erhöht:
- 1855: 9.416 t
- 1857: 11.591 t
- 1858: 17.717 t

### Verbundanlage

Postkarte einer Szene untertage, 1908

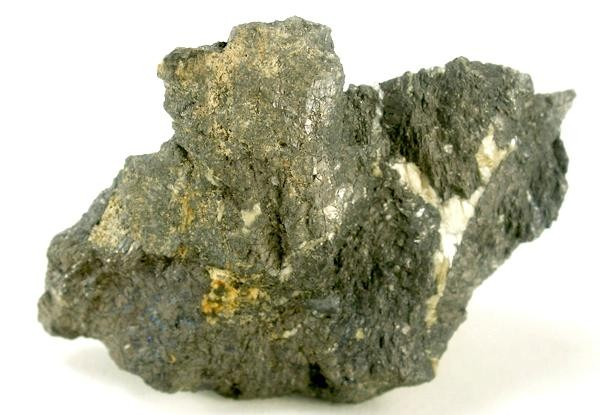
Ullmanit, gefunden in der Grube Storch & Schöneberg

Am 5. März 1859 konsolidierten die Gruben Storch und Schöneberg zur Verbundgrube Storch & Schöneberg. Im selben Jahr wurde die erste Tiefbauanlage errichtet. Der Gustav-Georg-Schacht hatte eine Größe von 2,0 × 4,5 m und eine Teufe von zuletzt 585 m. Der Schacht erreichte 1864 52 m Teufe und wurde am 27. Juli 1865 mit 60 m Teufe in Betrieb genommen. Ausgestattet wurde er mit der zur damaligen Zeit stärksten Dampfmaschine im Siegerland mit 300 PS. Ab 1866 wurde eine Wasserhaltungsmaschine eingesetzt. 1873 wurde der zweite Schacht abgeteuft. Schacht II ging bereits ein Jahr später in Betrieb, war 2,5 × 4,5 m groß und hatte eine Teufe von 785 Metern. Nach der Stilllegung der Grube wurde er nur teils verfüllt. Ein Blindschacht wurde zwischen der 750-m- und der 1160-m-Sohle auf 400 m abgeteuft. 1878 wurden 77.100 t Eisenstein abgebaut.
Im Jahr der Konsolidation wurden noch 13.665 t Eisenerz gefördert. Bis 1865 vervierfachte sich die Förderung auf über 60.000 t. 1878 wurden 77.100 t gefördert, 1885 arbeiteten 1200 Leute in der Grube. Aus einer maximalen Teufe von 186 m wurden 112.083 t Eisenstein und 14.354 t Brauneisenstein und Eisenglanz (gesamt 126.437 t Eisenerze) sowie 417 t Kupfererz gefördert.
Ab 1878 wurde mit Hilfe von Pressluft abgebaut, ab 1888 gab es eine 2,5 km lange Seilbahn zur Marienhütte. eine elektrisch betriebene Fördermaschine wurde 1886 auf dem Gustav-Georg-Schacht installiert. 1895 wurde die Gosenbacher Hütte angekauft, drei Jahre später wurde das Erz mit Hilfe von Pferden abtransportiert. Diese wurden bereits 1903 durch Benzinloks und 1911 durch elektrische Loks ersetzt. Um 1900 war Storch & Schöneberg mit 2000 Belegschaftsmitgliedern und einer Jahresförderung von 400.000 t Eisenerz die größte Spateisengrube Europas. 1902 bringt der fallende Erzpreis und Absatzschwierigkeiten die Grube unter Druck. Anstatt des bisherigen 3-Schichten-System wurde ein 2-Schichten-System eingeführt. 1910 sind die Erzvorräte oberhalb der 13. Sohle nahezu abgebaut und der Neue Schacht wird weiter abgeteuft. 1912 wurde eine Kettenbahn zur neuen Aufbereitungsanlage auf der gegenüberliegenden Talseite eingerichtet. Ab 20. Juli 1917 gehörte der Grubenbesitz zur AG Bremer Hütte in Geisweid, 1927 entstand die „Storch & Schöneberg AG“. Im gleichen Jahr wurde die Seilbahn abgerissen. Ab 1. Mai 1930 wurde die Grube durch die Grube Eisenzecher Zug verwaltet. Zu dieser Zeit arbeiteten 600 Bergleute in der Grube.
Am 31. Januar 1942 wurde die Grube mit 200 Arbeitern aufgrund Erzmangels stillgelegt. Die Gesamtförderung der Verbundgrube ohne Nebenbetriebe lag bei 11.978.355 t Eisenerz. Die Gesamtteufe betrug zum Schluss 1162,70 Meter. Die Seilscheiben hatten einen Durchmesser von 7 m. An die Grubenbahn waren neben Storch & Schöneberg auch die Gruben Grüner Löwe und Honigsmund-Hamberg angeschlossen.
Im Jahr 1952 bekam die Kirchengemeinde das ehemalige Maschinenhaus der Grube geschenkt. Dieses wurde ab 1953 zur Kirche umgebaut und am 23. März 1958 eingeweiht.
1953 geht der untertägige Besitz der Grube auf die Erzbergbau Siegerland AG über. Die Übertage-Anlagen werden zurückgebaut oder vermarktet.

## Konsolidationen

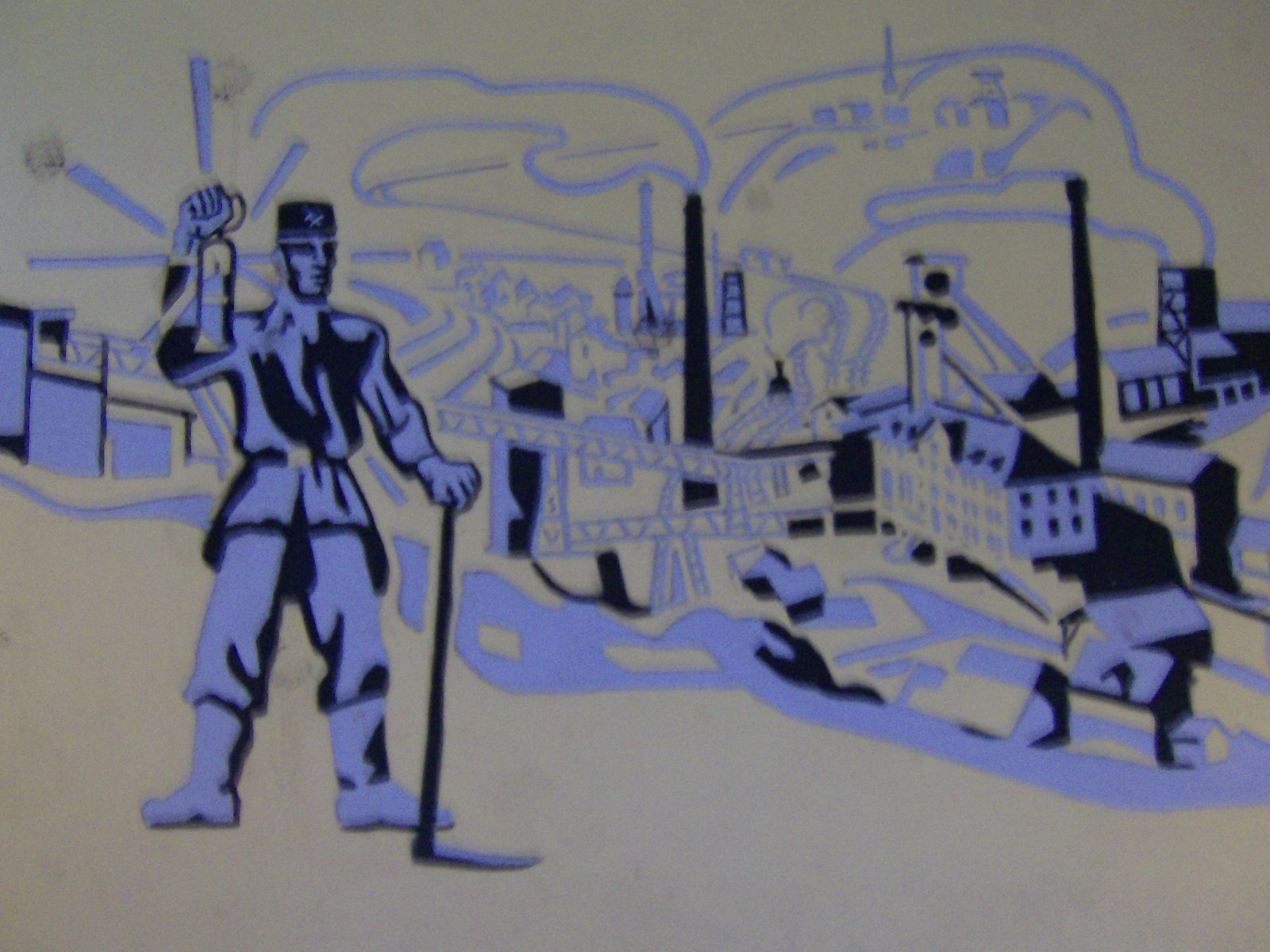
Grubenabbildung als Relief an der Gosenbacher Grundschule

Im Laufe der Zeit wurden verschiedene Gruben zur Grube Storch angeschlossen oder von dieser aufgekauft. 1911 kam mit dem Verbund Honigsmund-Hamberg die letzte eigenständige Gosenbacher Grube zu Storch & Schöneberg.
Hier Gruben mit Datum der Konsolidation und Eckdaten:
- 1858: Alter Nierenberg
- 1862: Kammer; erstverliehen 1585. Im selben Jahr wurden etwa 5,1 t Kupfererz gefördert. Im Februar 2005 traten am ehemaligen Gelände der Grube Tagesbrüche auf.
- 1876: Eule; Betriebsende 1902. Der Euler Stollen wurde 1866 durch einen Schacht mit Radkunst, später mit Dampfmaschine abgelöst, Teufe: 106 m.
- 1876: Freundschaft (Eisern); bereits 1878 stillgelegt
- 1881: Schmiedeberg; eine Konsolidation erfolgte 1869, 1870 wurde ein Schacht abgeteuft.
- 1894: Kupferkaute; ab 1872 wurde in die Tiefe gegraben, die Teufe betrug 330 m. 1885 förderten 73 Belegschaftsmitglieder aus einer Teufe von 194 m 9.980 t Eisenerz und 80 t Kupfererz.
- 1897: Lurzenbach; erstverliehen am 26. Dezember 1482, 1942 mit Storch stillgelegt. Die Gesamtteufe betrug 724 m.
- 1898: Grüner Löwe; erstverliehen 1465. Bis 1906 wurden Eisen-, Kupfer- und Kobalterz abgebaut. Es bestand Anschluss an die Storch & Schöneberger Grubenbahn. Teufe: 283 m
- 1910: Junkernburg; 1910 wurde die Grube gekauft und kurz darauf stillgelegt. Sie war seit etwa 1770 in Betrieb und nahm nach einer Pause nach der Verleihung am 25. Juni 1886 im Jahr 1891 den Betrieb wieder auf. Gefördert wurde hauptsächlich Kobalt, 1903 erfolgte die Stilllegung.
- 1911: Honigsmund-Hamberg; Grube Honigsmund erstverliehen 1482. 1885 wurde der Kaiserin-Augusta-Schacht abgeteuft. Die Gesamtteufe betrug 800 m, die Stilllegung erfolgte 1942. Die Grube Hamberg bestand ab 1417.

Hier Gruben, bei denen das Konsolidationsdatum unbekannt ist:
- Eisengarten (Betriebsende 1941)
- Eisenkammer (Georg Stollen)
- Erzkammer wurde am 12. März 1560 als St. Leonhardt gemutet, neu 1569 als Erzkammer. Ein Kunstschacht führte auf 113 m Teufe.
- Johannesberg hatte eine Teufe von 90 m
- Sophie in Niederschelden, Abbau von Kobalt
- Trippelkaute wurde im Volksmund Seichmarie genannt und wurde 1772 erstverliehen.